# Касканте, Хулио
Хулио Сесар Касканте Солорсано (исп. Julio César Cascante Solórzano; род. 3 октября 1993, Лимон, Коста-Рика) — коста-риканский футболист, защитник клуба «Остин» и сборной Коста-Рики.

## Клубная карьера
Касканте начал карьеру в клубе «Орион». 5 февраля 2012 года в матче против «Картахинеса» он дебютировал в чемпионате Коста-Рики. Летом 2013 года Хулио перешёл в «Универсидад де Коста-Рика». 2 октября в матче против «Картахинес» он дебютировал за новый клуб. Летом 2016 года Касканте присоединился к «Саприссе». 31 июля в матче против «Лимона» он дебютировал за новую команду. 13 ноября в поединке против «Мунисипаль Либерия» Хулио забил свой первый гол за «Саприссу». В том же году он помог клубу выиграть чемпионат.
2 января 2018 года Касканте перешёл в клуб MLS «Портленд Тимберс». В главной лиге США он дебютировал 31 марта 2018 года в матче против «Чикаго Файр». 18 июля 2018 года в матче Открытого кубка США против ФК «Лос-Анджелес» он забил свой первый гол за «Тимберс». 19 сентября 2020 года в матче против «Сан-Хосе Эртквейкс» он забил свой первый гол в MLS.
13 декабря 2020 года Касканте был продан в клуб-новичок MLS «Остин» за $250 тыс. в общих распределительных средствах. За «Остин» он дебютировал 24 апреля 2021 года в матче против «Колорадо Рэпидз». 29 августа в техасском дерби против «Далласа» он забил свой первый гол за «Остин». 25 февраля 2023 года в матче стартового тура сезона против «Сент-Луис Сити» он получил растяжение левой приводящей мышцы. 11 апреля Касканте подписал с «Остином» новый многолетний контракт, включавший три гарантированных года до конца сезона 2025 и опцию продления на сезон 2026. Из-за травмы он пропустил более двух месяцев.

## Международная карьера
16 декабря 2015 года товарищеском матче против сборной Никарагуа он дебютировал за сборную Коста-Рики.
30 августа 2023 года, впервые с декабря 2015 года, Касканте был вызван в сборную Коста-Рики, на сентябрьские товарищеские матчи.

## Достижения
Командные
 «Саприсса»
- Чемпион Коста-Рики: зима 2016